# غوستاف فون شلابرندورف
غوستاف، كونت شلابرندورف (22 مارس 1750 - 21 أغسطس 1824) هو مؤلف سياسي ومفكر في مجال التنوير، وُصِف في مصادر مختلفة بأنه «مواطن العالم». خلال أو قبل فترة وجيزة من مطلع عام 1789 انتقل إلى باريس حيث شهد عن قرب مراحل الثورة الفرنسية التي بدأت تظهر وأيدها بحماس في بادئ الأمر. أيد المبادئ الثورية المتمثلة في «الحرية والمساواة والأخوة». لكن سرعان ما أصبح مرتابًا بشأن راديكالية الثورة، مع ذلك، أمضى أكثر من 17 شهرًا في السجن خلال عهد الإرهاب، وتجنب حكم الإعدام بالمقصلة فقط من خلال الإشراف الإداري. كتب بعد ذلك العديد من الأعمال النقدية عن نابليون بونابرت. بحلول ثمانينيات القرن السابع عشر، لُقب بـ«ناسك باريس» انعكاسًا لأسلوب حياته غير الاعتيادي، كان سعيدًا بهذا اللقب وأيده باستخدامه أحيانًا لوصف نفسه. 

## حياته

### المنشأ والأعوام المبكرة
ولد ريتشارد غوستاف فون شلابرندورف في ستيتين، التي كانت آنذاك مدينة ساحلية في مقاطعة بوميرانيا البروسية التي دمرتها حرب الشمال العظمى (عُرفت منذ عام 1945 على الصعيد الدولي بأنها مدينة شتشين البولندية). هو الابن الثالث لإرنست فيلهلم فون شلابرندورف وزوجته آنا كارولينا فون أوتيرستايدت، التي تنحدر من عائلة دالفيتز الأرستقراطية. كانت العائلتان متقاربتين لعدة أجيال. بعد وقت قصير من ولادة غوستاف، عُين والده الوزير الأول لسيليزيا. نتيجة للترقية، انتقلت الأسرة في عام 1755 إلى العاصمة السيليزية بريسلاو (التي عُرفت في ذلك الوقت بروكلو). كانت مهمة ضم الأراضي السيليزية المزدهرة التي جرى الاستياء عليها مؤخرًا إلى مملكة بروسيا تحديًا كبيرًا، ولكنها كانت مهمة حصل خلالها إرنست فيلهلم فون شلابرندورف على مكافأة جيدة بعدة وسائل. في 20 مارس 1763، أهداه الملك 50 ألف تالر. عندما توفي في عام 1769، كانت عائلته ثرية بشكل لافت، وفقًا لمعايير الزمان والمكان. قضى غوستاف فون شلابرندورف معظم طفولته في سيليزيا. تلقى تعليمًا شاملًا على يد مدرسين خصوصيين ثم انتقل في عام 1767 إلى فرانكفورت أودر لمواصلة تعليمه الجامعي حيث بقي حتى عام 1769. واصل دراسته في هاله بين عامي 1769 و1772. التحق بدراسة القانون، الذي كان سيمهد الطريق أمامه للعمل في الإدارة العامة. غير أن غوستاف فون شلابرندورف رأى المناهج الدراسية من منظور أوسع على أنها وسيلة لزيادة الفرص المتاحة، فدرس اللغات القديمة والحديثة إلى جانب الفلسفة والفنون. لفتت الماسونية الحرة انتباهه، والتي وصلت إلى بروسيا من إنجلترا واسكتلندا في وقت سابق من ذلك القرن. في عام 1777، جرى قبوله في المحفل الماسوني (مينرفا من أشجار النخيل الثلاث) في مدينة لايبزيغ.